# 半谷美咲
半谷 美咲（はんがい みさき、1994年9月4日 - ）は、福島県出身の女性ソフトテニス選手。

## 来歴
文化学園大学杉並杉並高校-NTT西日本広島-どんぐり北広島。2019世界ソフトテニス選手権ダブルスで金メダルを獲得。

## 四大国際大会戦績
- 2018アジア競技大会   国別対抗団体戦金メダル
- 2019世界ソフトテニス選手権 - ダブルス金メダル（高橋乃綾・半谷美咲）、国別対抗団体戦金メダル